# Eleição municipal de Iguatu (Ceará) em 2020
A eleição municipal da cidade de Iguatu em 2020 ocorreu no dia 15 de novembro (turno único) e elegeu um prefeito, um vice-prefeito e membros da câmara de vereadores responsáveis pela administração da cidade, que se iniciará em 1° de janeiro de 2021 e com término em 31 de dezembro de 2024. O prefeito titular é Ednaldo Lavor, do Partido Social Democrático (PSD), que foi reeleito com 54,25% dos votos apurados.
Originalmente, as eleições ocorreriam em 4 de outubro (primeiro turno) e 25 de outubro (segundo turno) (para cidades acima de 200 mil habitantes), porém, com o agravamento da pandemia do novo coronavírus (SARS-CoV-2), causador da Covid-19, as datas foram modificadas com a promulgação da Emenda Constitucional nº 107/2020.

## Contexto político e pandemia
As eleições municipais de 2020 estão sendo marcadas, antes mesmo de iniciada a campanha oficial, pela pandemia do coronavírus SARS-CoV-2 (causador da COVID-19), o que está fazendo com que os partidos remodelem suas metodologias de pré-campanha. O Tribunal Superior Eleitoral (TSE) autorizou os partidos a realizarem as convenções para escolha de candidatos aos escrutínios por meio de plataformas digitais de transmissão, para evitar aglomerações que possam proliferar o vírus. Alguns partidos recorreram a mídias digitais para lançar suas pré-candidaturas. Além disso, a partir deste pleito, será colocada em prática a Emenda Constitucional 97/2017, que proíbe a celebração de coligações partidárias para as eleições legislativas, o que pode gerar um inchaço de candidatos ao legislativo. Conforme reportagem publicada pelo jornal Brasil de Fato em 11 de fevereiro de 2020, o país poderá ultrapassar a marca de 1 milhão de candidatos a prefeito, vice-prefeito e vereador neste escrutínio, o que não seria necessariamente bom, na opinião do professor Carlos Machado, da UnB (Universidade de Brasília): “Temos o hábito de criticar de forma intensa a coligação partidária, sem parar para refletir sobre os elementos positivos dela. O número de candidatos que um partido pode apresentar numa eleição, varia se ele estiver dentro de uma coligação, porque quando os partidos participam de uma coligação, eles são considerados como um único partido", afirmou Machado na reportagem.

## Candidatos
Nota: a tabela a seguir está organizada por ordem alfabética de candidatos.
| Prefeito(a)      | Prefeito(a) | Prefeito(a) | Vice-prefeito(a)  | Vice-prefeito(a) | Vice-prefeito(a) | Cargo anterior                                                                         | Coligação                               | Nº |
| Candidato        | Partido     | Partido     | Candidato         | Partido          | Partido          | Cargo anterior                                                                         | Coligação                               | Nº |
| ---------------- | ----------- | ----------- | ----------------- | ---------------- | ---------------- | -------------------------------------------------------------------------------------- | --------------------------------------- | -- |
| Agenor           |             | MDB         | João Alencar      |                  | PSB              | Prefeito de Iguatu (2015-2012) e Deputado Estadual do Ceará (2015–atualidade)          | "Iguatu Feliz de Novo" (MDB / PSB / SD) | 15 |
| Carlos SIlva     |             | PSTU        | Santana Ferreira  |                  | PSTU             | Servidor público                                                                       | Sem coligação                           | 16 |
| Dr. Samuel Alves |             | PTB         | Paulo Regis       |                  | PTB              | Advogado                                                                               | Sem coligação                           | 14 |
| Mácio            |             | PSOL        | Roberta           |                  | PSOL             | Bancário, sindicalista, bacharel em Direito e especialista em Gestão Pública Municipal | Sem coligação                           | 50 |
| Ednaldo Lavor    |             | PSD         | Franklin Bezerra  |                  | PSDB             | Prefeito de Iguatu (2017–atualidade)                                                   | "Iguatu de gente que faz diferente" f   | 55 |
| Tenente Mulato   |             | PL          | Cabo Dannilo Maia |                  | PL               | Policial Militar                                                                       | Sem coligação                           | 22 |

- Atualizado até 23h05min, quarta-feira, 19 de março de 2025 (UTC)

### Renuncias
Dois Candidatos Renunciaram à disputa. O Candidato Marcos Sobreira desistiu da Candidatura para o seu partido, o PDT, apoiar Ednaldo Lavor e ajudá-lo à derrotar o ex-prefeito Agenor.
| Prefeito(a)          | Prefeito(a) | Prefeito(a) | Vice-prefeito(a) | Vice-prefeito(a) | Vice-prefeito(a) | Cargo anterior                                                                     | Coligação                                       | Nº |
| Candidato            | Partido     | Partido     | Candidato        | Partido          | Partido          | Cargo anterior                                                                     | Coligação                                       | Nº |
| -------------------- | ----------- | ----------- | ---------------- | ---------------- | ---------------- | ---------------------------------------------------------------------------------- | ----------------------------------------------- | -- |
| Augusto Correia Lima |             | PMN         | Paulo Gomes      |                  | PMN              | Comerciante                                                                        | Sem coligação                                   | 33 |
| Marcos Sobreira      |             | PDT         | Willame Felipe   |                  | PT               | Vice-prefeito de Iguatu (2017-2018) e Deputado Estadual do Ceará (2019–atualidade) | "Iguatu é do bem" (PDT / PT / PP / DEM / PCdoB) | 12 |

### Indeferidos
| Prefeito(a)   | Prefeito(a) | Prefeito(a) | Vice-prefeito(a) | Vice-prefeito(a) | Vice-prefeito(a) | Cargo anterior                 | Coligação   | Nº |
| Candidato     | Partido     | Partido     | Candidato        | Partido          | Partido          | Cargo anterior                 | Coligação   | Nº |
| ------------- | ----------- | ----------- | ---------------- | ---------------- | ---------------- | ------------------------------ | ----------- | -- |
| Jarim Antunes |             | PMB         | Dr. Samuel Alves |                  | PTB              | Vereador de Iguatu (2008-2012) | (PMB / PTB) | 35 |

## Resultados

### Prefeito
| Candidato(a)                | Vice                    | Votação | Votação     |
| Candidato(a)                | Vice                    | Total   | Porcentagem |
| --------------------------- | ----------------------- | ------- | ----------- |
| Ednaldo Lavor (PSD)         | Franklin Bezerra(PSDB)  | 29.103  | 54,25%      |
| Agenor (MDB)                | João Alencar (PSB)      | 23.136  | 43,12%      |
| Mácio (PSOL)                | Roberta (PSOL)          | 554     | 1,03%       |
| Tenente Mulato (PL)         | Cabo Dannilo Maia (PL)  | 539     | 1,00%       |
| Marcos Sobreira (PDT)*      | Willame Felipe (PT)     | 261     | 0,00%       |
| Dr. Samuel Alves (PTB)      | Paulo Regis (PTB)       | 219     | 0,41%       |
| Carlos Silva (PSTU)         | Santana Ferreira (PSTU) | 99      | 0,18%       |
| Augusto Correia Lima (PMN)* | Paulo Gomes (PMN)       | 42      | 0,00%       |
| Total de votos válidos      | Total de votos válidos  | 53 650  | 94,30%      |
| Votos em branco             | Votos em branco         | 865     | 1,52%       |
| Votos nulos                 | Votos nulos             | 2 379   | 4,18%       |
| Total                       | Total                   | 56 894  | 86,73%      |
| Abstenções                  | Abstenções              | 8 706   | 13,27%      |

* Os Candidatos Marcos Sobreira e Augusto Correia Lima tiveram votos computados, mas foram considerados nulos devido à renúncia.
| Esquema Gráfico  | Esquema Gráfico  | Esquema Gráfico | Esquema Gráfico | Esquema Gráfico |
| ---------------- | ---------------- | --------------- | --------------- | --------------- |
|                  |                  |                 |                 |                 |
| Ednaldo Lavor    | Ednaldo Lavor    |                 | 54,25%          | 54,25%          |
| Agenor Neto      | Agenor Neto      |                 | 43,12%          | 43,12%          |
| Mácio            | Mácio            |                 | 1,03%           | 1,03%           |
| Tenente Mulato   | Tenente Mulato   |                 | 1,00%           | 1,00%           |
| Dr. Samuel Alves | Dr. Samuel Alves |                 | 0,41%           | 0,41%           |
| Carlos Silva     | Carlos Silva     |                 | 0,18%           | 0,18%           |
| Brancos e Nulos  | Brancos e Nulos  |                 | 5,70%           | 5,70%           |
| Abstenções       | Abstenções       |                 | 13,27%          | 13,27%          |

### Vereadores Eleitos
| Candidato(a)      | Partido       | Votação |
| ----------------- | ------------- | ------- |
| Eliane Braz       | PSD           | 2.189   |
| Diego Felipe      | Republicanos  | 1.852   |
| Sávio Sobreira    | PDT           | 1.777   |
| Dr Zilfran        | Republicanos  | 1.591   |
| Lindovan Oliveira | PSB           | 1.551   |
| Pedro Uchoa       | PSB           | 1.466   |
| Pedro Lavor       | PSD           | 1.216   |
| Dr Ronald Bezerra | Republicanos  | 1.163   |
| Rafael Gadelha    | PSD           | 1.096   |
| Rubenildo Cadeira | Republicanos  | 1.089   |
| Marconi Filho     | PDT           | 1.071   |
| Louro da Barra    | Solidariedade | 893     |
| João Torres       | PP            | 885     |
| Marciano Baião    | Solidariedade | 860     |
| Marciano do Povo  | PSD           | 855     |
| Bandeira Jr       | PSD           | 848     |
| João Lázaro       | Solidariedade | 756     |